# Нерезидент
Нерезиде́нти — юридичні особи та суб'єкти підприємницької діяльності, що не мають статусу юридичної особи (філії, представництва тощо) з місцезнаходженням за межами України, які створені та здійснюють свою діяльність відповідно до законодавства іншої держави. Розташовані на території України дипломатичні представництва, консульські установи та інші офіційні представництва іноземних держав, міжнародні організації та їх представництва, що мають дипломатичні привілеї та імунітет, а також представництва інших іноземних організацій і фірм